# Boano
Boano är en ö i Indonesien.   Den ligger i provinsen Moluckerna, i den östra delen av landet, 2 400 km öster om huvudstaden Jakarta. Arean är 129 kvadratkilometer.
Terrängen på Boano är lite kuperad. Öns högsta punkt är 611 meter över havet. Den sträcker sig 14,4 kilometer i nord-sydlig riktning, och 19,5 kilometer i öst-västlig riktning.  I omgivningarna runt Boano växer i huvudsak städsegrön lövskog.